# São Pedro de Vila Frescaínha
São Pedro de Vila Frescaínha is een plaats (freguesia) in de Portugese gemeente Barcelos en telt 1 655 inwoners (2001).